# 医闹
医闹是中国大陆2000～2020年间医学界和法学界的热词，指借医患关系纠纷公开升级冲突或操纵舆论向医方施压索取经济赔偿的闹事者。發起医闹者可能為患者、亲属、以及受雇于患方以非法获利为目的的第三方个人（如兜售诉讼服务的律师）或组织（如愿充当打手并事后分红的黑社会）——有调查报告称其中职业医闹组织发起的医闹事件约占五成。医闹通常会通过正当法律程序以外的激进行为（闹事）增加纠纷的烈度和曝光度，甚至使用造谣、诬告、财产破坏甚至暴力（包括伤害甚至谋杀医务人员）的非法手段扩大事态烈度并妨碍正常的医疗秩序，以此给医方造成严重负面影响并逼迫其让步满足自方提出的要求，属于一种敲诈勒索行为。

## 医闹方式
常見有手段有医闹采取在医院设灵堂、违规停尸、焚烧纸钱、摆放花圈，设置障碍阻挡患者就医，打砸财物、或者殴打医务人员、跟踪医务人员，或者在诊室、医师办公室、领导办公室内滞留等。医闹行为往往对医疗工作者造成工作影響和伤害，著名医学期刊《柳叶刀》称：“中国医生的处境十分危险”。
2013年《柳叶刀》刊出社论《请结束对中国医生的暴力行为》, 10月份中國發生七宗醫院暴力事件，造成三死十傷。中国卫生部和公安部因此制訂了醫療院所保全人員數規定：每二十張病床至少要有一名「保安」，或「保安」數不可少於所有醫護人員的3％。
2018年起官方明文定醫鬧行為定義：
- 在医疗机构内故意伤害医务人员、损毁公私财物的
- 扰乱医疗秩序的，包含倒賣排隊號牌
- 非法限制医务人员人身自由的
- 侮辱恐吓医务人员的
- 非法携带枪支、弹药、管制器具或危险物品进入医疗机构的
- 教唆他人或以受他人委托为名实施涉医违法犯罪行为的

## 产生原因
医患关系紧张的原因很多，其中大多与医疗开销和患者预期有关。中国大陆自改革开放后医患冲突升级的诱因有：
- 自1990年代中国开始“市场化”的医疗改革之后，营收成了医院的关键绩效指标，使得过度医疗的情况泛滥。随着90年代末期的下岗潮和民工潮，由工作单位或人民公社负责报销职工医疗的公费制度被瓦解，入院治疗的患者（特别是没有本地户口的外地民工）往往需要承担大部分的高额医疗开销，许多人不得不借债或向社会求助募捐。患者对医药费开销和医疗效果的不满在经济压力下会转嫁到制度内的医院以及医护人员身上，认为院方是在故意“谋财害命”剥削自己，甚至产生了针对整个医疗行业的仇恨犯罪心态。同時一些想要追回开销的患者也会“破罐子破摔”認為鬧一鬧也許能逼出一場談判減低費用，若沒達到目的也沒損失。
- 随着计划经济的瓦解，大量国有企业资助的社区门诊机构（如单位大院当年常见的卫生所）从此消失，使得大量病患未经初级医疗的分诊和转诊就直接涌入大医院寻求治疗。医院基层人员因工作量剧增，加上收入水平远低于国际同行水平，会出现职业过劳、同情疲劳、缺乏耐心甚至阶级歧视的情况，因此在与患方（特别是缺乏科学素养的社会底层人群）交流时更容易出现纠纷。
- 互联网普及导致未经专科培训的民众遭受大量不可靠信息的泛滥轰炸，使得患者对道听途说的自我诊断先入为主，甚至出现了自以为是的患者“命令”医方采取自己臆想的治疗方案的情况。有媒体认为医患双方信息不对称导致患者对治疗方式产生质疑，是医闹的来源之一[6]。
- 许多患者和家属抱有“顾客就是上帝”、“掏钱的就是大爷”的心态，对医疗有着不切实际的预期，而且经常有不听医嘱并强行要求医方配合、甚至隐瞒和谎称病历误导医方的行为。在治疗效果不符合预期后，就会将人力不可及的病情看作是医疗疏失和失职，产生针对医方的“草菅人命”的指控。
- 人治社会的法治意识缺乏使得一些患者对签字同意治疗的法律性缺乏尊重，往往事后反悔不愿承认并承担自身责任，以至于许多医院为了免责辩护而采取录音/录像记录采证和防御性医疗的措施，甚至拒绝提供高风险的治疗。这种医患之间的诚信危机进一步激化了已有的矛盾。

由於正常法律渠道的维权成本相比醫鬧較高，加上患方作为“平民老百姓”被社会容忍的行为道德下限远比医方（“精英人群”）更低，因此有些患方以此作為解决医患纠纷的首选途径，常見的理由為：
- 医闹作为一种粗暴的非正常途径维权渠道，具有曝光度高和媒体关注度高、主管部门和院方压力大的因素，往往见效奇快且回报很高，医患纠纷如果敢于闹事可在一两天就使得对方让步和解並要到更多錢[7]。这导致“按闹分配”成为医患纠纷维权时的一种潜规则。
- 政府部门及相关的主管部门，因为懒政和需要满足维稳的硬指标，也倾向于帮助患方逼院方息事寧人。公立医院的法定代表人通常由政府部门及相关的主管部门任命，即使委屈也无意违抗上级指示。这导致患方虽然在舆论眼中是弱势群体，但因为敢于“耍脾气”，在面对更“听话”的院方时反而因为因为垄断了政治正确而处于实质上的绝对强势。同时由于医闹者被执法机关也认定为弱势群体，即使行为极端往往也不需要承担相关法律责任，这使得医闹成为“无本生意”。
- 随着法律工作者的产业化，大量维权律师为了营收会鼓动患方即使没必要理由也要与院方积极对抗（同类现象在西方也出现过，称为“ambulance chasing”）。同时社会上大量闲散无业的投机者（包括一些黑社会）为了能够分红得利，依仗“法不责众”的舆论和执法漏洞参与医闹并事后向患方索取报酬，使得医闹出现职业化、产业化。

也有並無医患纠纷而是類似碰瓷的由團夥策畫的醫療做局，故意尋釁滋事假造有糾紛後迅速哄鬧，鎖定醫生和醫院來鬧場目的是要錢後走人。

## 重點整治

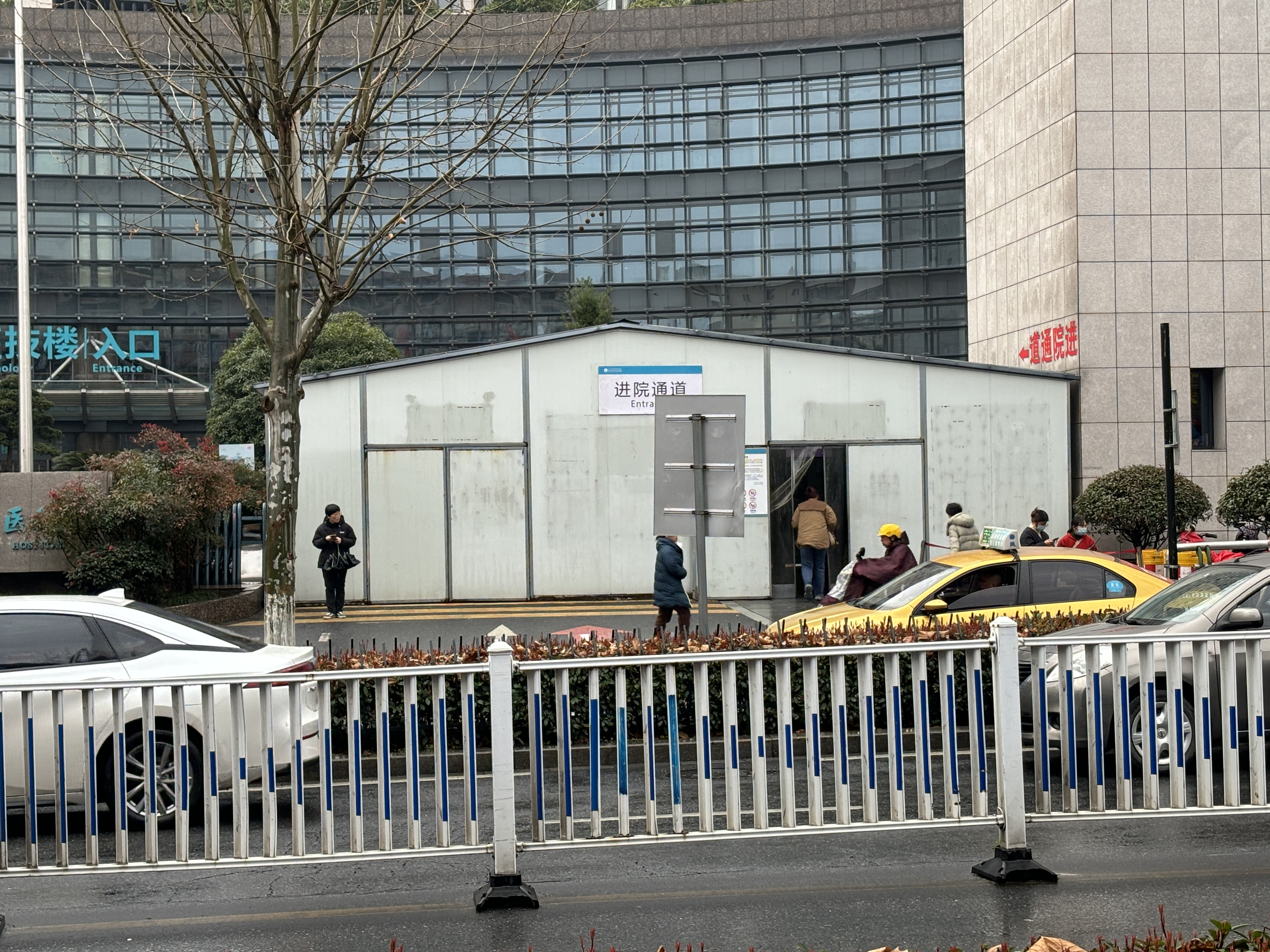
金华市中心医院院门加装的安检设施对所有进入医院的病患进行随身物品检查以预防医闹

2018年9月後經歷了三年多的各種方式医闹整治依然無法斷絕其現象，加上國家醫療保障局的成立，國家將醫鬧提高至中央層級制定對策改善醫療人員工作環境。10月16日出台《关于对严重危害正常医疗秩序的失信行为责任人实施联合惩戒合作备忘录》由国家发改委、卫健委、公安部、银保监会还有证监会、铁路总公司、人社部、商务部等等28个国家部委聯合具名參與，幾乎涵蓋了一個人民一生中所有生活的面向，制定一種僅次於刑法處理的重拳式行政罰，其懲罰後果影響還高於一些刑法。主要懲罰內容為參與醫鬧者實施联合惩戒，实施期限自行为人被治安或刑事处罚结束之日起计算，满五年为止，期間再犯者期限累加：
2019年12月，全國人大常委會通過《中华人民共和国基本医疗卫生与健康促进法》，正式從法律層面保障醫療衛生人員的人身安全，懲治危害人身安全的人員。